# Mellanvikt
Mellanvikt är en tävlingsklass inom flera idrotter, bland annat boxning och MMA. MMA-utövare i mellanvikt får väga som mest 84 kg. Amatörboxare i mellanvikt får väga som mest 75 kg, proffsboxare 72,64 kg (160 pund). Eftersom invägning vanligtvis sker upp till 24 timmar före match, väger många kampsportare betydligt mer då första ronden startar.
Bland berömda mellanviktsboxare märks bland andra Sugar Ray Robinson, Jake "Raging Bull" LaMotta och Bernard Hopkins.
Fram till 2003 fanns också viktklassen lätt mellanvikt som introducerades till OS i Helsingfors 1952. En lätt mellanviktare fick väga maximalt 71 kg.